# 馬拉威華人
華人，是馬拉威的少數族群，多數是貿易商和企業家，在2012年大約有140人。

## 歷史
在2007年馬拉威與中華人民共和國正式建交後，因華人企業，餐館和商店的數量持續增長。在2012年當地商人在首都卡龍加進行抗議，要求對中國商人在小城鎮和農村地區活動，中國商人多在布蘭泰爾、利隆圭、松巴、姆祖祖四城活動。

## 反華暴力
因經常出現針對中國商人的暴力活動的傳言，這種不穩定的氣候已經造成華人企業老闆從公共生活中撤出，減少入貨量，他們往往在利隆圭尋求庇護。
而當地的民權組織也對禁止華商活動提出批評，擔心這會鼓勵對華人的攻擊。